# 岸正之
岸 正之（きし まさゆき）は、日本の作曲家、シンガーソングライター。
神奈川県横浜市生まれ。青山学院大学経営学部卒業。

## 来歴
大学在学中に制作したデモ楽曲が作曲家の樋口康雄に評価され、プロのミュージシャンに混じりCM音楽やアニメのサウンドトラックの制作に参加するようになる。1981年にビクターが主催する「第4回ビクター・オリジナルソング・コンテスト」で最優秀グランプリを受賞。1982年にInvitationからアルバム『Warm Front』でデビュー。
1983年から他の歌手への楽曲提供をはじめる。翌1984年に林哲司の主宰する「サムライ・ミュージック」と契約以降作曲家としての活動が中心となり、松本典子、稲垣潤一などに楽曲を提供。1987年4月に発売された南野陽子「話しかけたかった」、渡辺満里奈「マリーナの夏」の2作が2週連続でオリコンチャート首位となる。
歌謡曲やJ-POPのほかCM音楽やサウンドトラック、社歌など「世に送り出した楽曲は400曲以上」。また音楽に関するレビュー、コラムの執筆も行う。

## おもな楽曲提供
- 伊藤智恵理
  - トキメキがいたくて（1987年）
  - 雨に消えたあいつ（1987年）
- 稲垣潤一
  - Just the same...（1987年）
  - さらば愛しき人よ（1991年）
  - Ms.Joanna（1992年）
  - 時の岸辺（1992年）
- 今井真起子
- 宇都美慶子
  - ランチ・タイム物語（ストーリー）（1991年）
  - オーロラの見える時～One Side Love～（1991年）
  - 寒い夜（1991年）[2]
- L.L BROTHERS
  - ほみたいじゃん（1993年）
- 岡村有希子
  - 雨上がりのサンジェルマン（1984年）
- 岡本南
  - ゆらゆら（1988年）
  - 9月の扉（1988年）
  - 想い出を同封します（1988年）
- 小田茜
  - 南の国から来た手紙（1993年）
- 河合奈保子
  - エンゲージ（1993年）
- 北原佐和子
  - 悲しきカレッジ・ボーイ（1984年）
- GWINKO
  - 夏の後悔
- 相楽ハル子
  - MID-NIGHT CALL（1989年）
- ジャッキー・チェン
- 杉浦幸
  - 悲しいな（1986年）
- 杉本理恵
  - 宇宙へ行こうGO GO GO（1991年）
- 大地真央
  - NEXT DOOR（1985年）
- 高井麻巳子
  - 木洩れ陽のシーズン（1988年）
  - 同窓会で・・・（1988年）
- 高橋則子
  - 想い出が雨に濡れないように
- 田中律子
  - 早起きハート
- 田山真美子
  - あなたが微笑むなら（1990年）
- 中江有里
  - 真夏の楽園（1992年）
- 中村由真
  - 君の夢に飛びたい（1988年）
  - One Summer Lonely（1988年）
  - さよならの冒険者たち（1990年）
- 西野妙子
  - 雨の木（1992年）
- 仁藤優子
  - センチメンタルはキ・ラ・イ（1988年）
- 藤谷美紀
  - 転校生（1988年）
  - 夏休み
- 二名敦子
  - 約束はソワレの向こう
- 星野由妃
  - AZISAIYA〜紫陽花夜〜（1992年）
- 松本伊代
  - すてきなジェラシー（1987年）
- 松本典子
  - 青い風のビーチサイド（1985年）
  - ふたりだけのNEWSのままで（1985年）
  - レモネードの午后（1985年）
- 南野陽子
  - 春景色（1986年）
  - 話しかけたかった（1987年）
  - ひとつ前の赤い糸（1987年）
- やしきたかじん
  - 街をはなれて
- 山中すみか
  - 四月白書（1989年）
  - なぜ（1989年）
- 山本達彦
  - 世界中の時を止めて（1993年）
  - さよならに愛してる（1993年）
  - 貿易風（1994年）
- 雪村いづみ
  - 愛ゆえに……（1994年）
- 米倉利紀
  - 強情なくちびる（1994年）
- ラジ
  - 夢色伝説（1985年）
- Lip's
  - Splendid Love（1990年）
- 若林加奈
  - セプテンバークイーン（1985年）
- 渡辺満里奈
  - クリスマスが来るまえに（1986年）
  - マリーナの夏（1987年）
  - 夏の短編（1988年）
  - カレンダー（1989年）

### アニメソング
- 炎のバイオレンス（歌：影山ヒロノブ）-　OVA『装鬼兵MDガイスト』主題歌
- ソウル・ブラザー（歌：影山ヒロノブ&こおろぎ'73）-　テレビ朝日系『宇宙船サジタリウス』挿入歌
- ロマンスが痛い（歌：成清加奈子）-　OVA『うる星やつら アイム THE 終ちゃん』エンディングテーマ
- グズラだど（歌：さとまさのり）-　テレビ東京系『おらぁグズラだど』オープニングテーマ
- ほほえみの魔法（歌：伊東恵里）-　ハウス世界名作劇場『トラップ一家物語』主題歌[3]
- 微笑みでプロローグ（歌：山野さと子）-　ハウス世界名作劇場『大草原の小さな天使 ブッシュベイビー』オープニングテーマ
- ズダダン!キン肉マン（歌：鈴木けんじ）-　日本テレビ系『キン肉マン キン肉星王位争奪編』オープニングテーマ
- 明日も会える（歌：平井菜水）-　日本テレビ系『コボちゃん』エンディングテーマ
- Twinkle Twinkle Wink〜お願い Shooting star〜（歌：山野さと子）-　NHK教育テレビジョン放送『ウルトラマンキッズ 母をたずねて3000万光年』エンディングテーマ

### CMソング
- 未来の芽 大切に（歌唱担当）-　住友グループ企業CMイメージソング

## ディスコグラフィ

### シングル
| 発売日     | 規格品番  | 面 | タイトル         | 作詞       | 作曲     | 編曲     | 備考                    |
| ---------- | --------- | -- | ---------------- | ---------- | -------- | -------- | ----------------------- |
| 1982年10月 | VIHX-1592 | A  | 通りすぎても     | 岸正之     | 岸正之   | 清水信之 |                         |
| 1982年10月 | VIHX-1592 | B  | Ordinary Girl    | 岸正之     | 岸正之   | 岸正之   |                         |
| 1983年5月  | VIHX-1607 | A  | FROM A TO HEAVEN | 湯川れい子 | 井上大輔 | 井上大輔 | FromAコマーシャルソング |
| 1983年5月  | VIHX-1607 | B  | Say Good Bye     | 岸正之     | 岸正之   | 今剛     |                         |

### アルバム
オリジナル
| 発売日 | 規格 | 規格品番  | アルバム   | 備考                                                |
| ------ | ---- | --------- | ---------- | --------------------------------------------------- |
| 1982年 | LP   | VIH-28079 | Warm Front |                                                     |
| 2014年 | CD   | NCS-10073 | Warm Front | ボーナス・トラック2曲入、2014年デジタルリマスター盤 |
| 1984年 | LP   | VIH-28157 | Pretender  |                                                     |
| 2014年 | CD   | NCS-10074 | Pretender  | 2014年デジタルリマスター盤                          |

オムニバス
- シング・シング・シングI~バラード(male)（1990年9月21日）-　「スタンディング・イン・ザ・レイン」「スモール・ビギニングス・ハヴ・グレイト・エンディングス」収録
- Light Mellow Avenve（2014年6月25日）-　「街角のプリテンダー」収録
- TOKYO 1980s Victor Edition (The Compilation) Boogie, Funk & Modern Soul from Japan（2018年12月5日）-　「Modern Museum」収録